# Guidobaldo II della Rovere
Pour les autres membres de la famille, voir Famille Della Rovere.
Guidobaldo II della Rovere, né à Urbino le 2 avril 1514 et mort à Pesaro le 28 septembre 1574, fils de François Marie Ier della Rovere et d'Éléonore de Mantoue, est duc d'Urbin en 1538 en succession de son père, lui-même héritier adoptif de Guidobaldo Ier de Montefeltro (1472-1508).

## Biographie

Blason familial des Della Rovere : d'azur au rouvre d'or aux rameaux passés en sautoir

En 1532, il participe à Venise au défilé des officiers de la république, dont l'armée est dirigée par son père. Guidobaldo, âgé de seulement vingt ans, s'éprend d'une fille de Giordano Orsini mais, sur la décision de son père, il épouse Giulia da Varano, fille et héritière du duc de Camerino.
Il est le commanditaire de la Vénus d'Urbin réalisée par Titien en 1538.
La république de Venise, en souvenir des services rendus par son père, lui confie en 1546 le commandement des armées vénitiennes avec le titre de gouverneur.
Sa femme Giulia da Varano meurt le 18 février 1547 à l'âge de vingt-trois ans ; il épouse Victoire Farnèse (1521-1602) un an plus tard, le 26 janvier 1548.
Il devient ensuite gouverneur de Fano, avec le grade de capitaine général de l'Église (1553) et de préfet de Rome (1555). 
En avril 1559 il se met à la solde du roi d'Espagne Philippe II. Ayant marié une de ses filles avec Bernardo di Sanseverino, il prend part à la demande de ce dernier à la guerre contre les Ottomans comme capitaine. Urbino se soulève, ne pouvant supporter les taxes excessives qu'il prélève et le 1er janvier 1573 la révolte éclate. Guidobaldo écrase ce soulèvement dans le sang.
Il tombe gravement malade au cours d'un voyage de Pesaro à Ferrare. Il meurt le 28 septembre 1574, laissant trois filles et un garçon :
- de Giulia da Varano, une fille, Virginie.
- de Vittoria Farnèse :
  - François Marie (1549-1631) qui lui succède.
  - Isabelle, l'épouse de Bernardo Sanseverino.
  - Lavinia, épouse du marquis de Vasto.